# Фокер C.IV
Фокер C.IV је извиђачки авион направљен у Холандији. Авион је први пут полетео 1923. године.

## Пројектовање и развој
Шпанско ваздухопловство је имало позитивна искуства стечана коришћењем тренажног авиона Фокер C.III, дериватом извиђачког авиона Фокер C.I. Био је то класични Фокеров двоседи двокрилац са мотором Hispano-Suiza 8B снаге 184 kW (247 КС). Шпанија са својим пространством и обалом која излази на два мора, имала је потребу за извиђачким авионом великог долета. Обратили су се Фокеру са захтевом да направи даљински извиђач на бази авиона Фокер C.III (Фокер C.I). Фокер се прихватио тог захтева, посебно што у то време није било, генерално, потражње нових авиона на тржишту.
Нови авион је био замишљен као класична Фокерова конструкција: труп од заварених челичних цеви обложен платном, фиксни стајни трап и дрвена конструкција крила и репних пераја. Као погонска група планиран је енглески течношћу хлађени мотор Napier Lion W-12 снаге 330 kW (440 КС) и двокрака дрвена елиса фиксног корака. У односу на свог претходника C.III, овај авион је био већи, снажнији и робуснији авион.

## Технички опис
Труп му је правоугаоног попречног пресека, нешто шири од свог претходника Фокер C.I. Бокови трупа и под су равни а поклопац трупа закривљен. Носећа конструкција трупа је направљена од заварених челичних цеви високе чврстоће. Дијагонале за учвршћење рамова су од челичних цеви у пределу испред кокпита а иза према репу су жичане. Прамац трупа у пределу мотора до кабине пилота је овалан и обложен алуминијумским лимом. Шперплочом је обложена горња страна трупа све до репа авиона. Изван лимене облоге, цео труп је обложен импрегнираним платном, укључујући и делове трупа обложене шперплочом. Пилот је седео у отвореном кокпиту. Прегледност из пилотске кабине је била добра јер се хладњак налазио испред мотора или увлачећи са стране трупа. Фиксни митраљез је био у хаптичком пољу пилота, тако да је могао интервенисати кад дође до његовог застоја у раду.
Погонска група: Авион је био опремљен течношћу хлађеним мотором, , Rolls-Royce Eagle VIII цнаге 220 kW (300 KS) или за америчко тржиште мотором . То су били линијски мотори са 12 цилиндара. На вратилу мотора је била причвршћена од слојевито лепљеног дрвета двокрака вучна елиса, непроменљивог корака. Хладњак за расхладну течност се налази испред мотора а иза елисе или иза мотора са стране трупа. Резервоар за гориво се налази у трупу авиона између пилота и мотора.
Авион Фокер C.I је двокрилац. Горње крило му је једноделно правоугаоног облика и средње дебљине. Конструкција крила је дрвена са две рамењаче. Предња рамењача са нападном ивицом крила чини торзиону кутију. Крила су пресвучена импрегнираним платном. На средини је крило најдебље а према крајевима та дебљина се смањује. Горње крило је балдахином повезано са трупом авиона. Предња рамењача се са шест подупирача ослања на труп (по три са сваке стране трупа) а задња рамењача се са два подупирача ослања на труп (по један са сваке стране). На крајевима, крила су међусобно повезана упорницама у облику латиничног слава N. Подупирачи и упорнице су направљени од челичних цеви. Крила између себе немају затезаче од челичних жица које у лету стварају велики аеродинамички отпор. Елерони се налазе само на горњем крилу и заузимају више од 1/3 размаха крила, укључујући и надвишене компензационе површине. Конструкција је цевасти челични оквир и челичне цеви као ребра, облога је од платна. Управљање елеронима је помоћу сајли за управљање. Доње крило је исте конструкције као и горње, али има мањи размах и ширину. Доња крила су конзолно везана за труп авиона. Горње крило је било померено ка кљуну авиона у односу на доње. Спојеви предње ивице са бочним ивица крила су полукружно изведени.
Сва три стабилизатора (вертикални и два хоризонтална) су троугластог облика направљени од челичних цеви, обложени платном и причвршћени за горњу страницу трупа. Кормило правца са великом компезационом површином је направљено од челичних цеви и обложено платном. Кормила дубине су направљена од дрвета и такође обложена платном. Троугласти реп (хоризонтални стабилизатори) су ослоњени цевастим челичним подупирачима са сваке стране на доњу страницу трупа а са горње стране затезачима причвршћени за вертикални стабилизатор.
Стајни трап је био класичан, направљен као челична конструкција од заварених танкозидих цеви са фиксном осовином. Амортизација је била помоћу гумених каишева а на репном делу се налазила еластична дрвена дрљача.
Авион је био наоружан са три митраљеза. Један је био предњи фиксни, синхронизован са елисом и гађао је кроз обртно поље елисе а друга два (дуплирани) су се налазили на обртном постољу монтираном на другом кокпиту и њиме је руковао осматрач. Служио је за одбрану авиона из задње сфере.

## Верзије
- C.IV - почетна серијска производња.
- C.IV A - модел са смањеним размахом крила 12,5 m.
- C.IV B - модел као C.IV са мотором Rolls-Royce Eagle или Liberty L-12.
- C.IV C - извиђачка верзија великог долета са размахом крила 14,27 m, мотор Napier Lion.
- C.IV-W - модел као C.IV C са пловцима уместо точкова, (W ознака за хидроавион).
- CO-4 - званична ознака америчке војске са мотором Liberty L-12А снаге 420 КС

## Оперативно коришћење
Укупно је произведено 159 авиона C.IV, од којих је 20 по лиценци произведено у Шпанији. Шпански C.IV су имали и борбену службу јер су учествовали у шпанском контигенту у рату у Мароку. Међу осталим купцима су били СССР, који је купио 55 авиона, као и Аргентина и Ваздушни корпус САД. Један авион је тестиран у Италији али није дошло до трговинског аранжмана.
Као и многи други Фокерови авиони, C.IV је постао познат по својој поузданости и дугом радном веку. После низа година рада као извиђачки авион, ова летелица је успешно коришћена и 1930-их као авиони за обуку у разним земљама света.
Аргентински пилот мајор Зани покушао је 1924. године да облети око света авионом Фокер C.IV специјално прилагођеном за дуге прелете. Полетео је из Амстердама 26. јуна, али је 11. октобра његов лет прекинут – летео је само до Токиа. Временске неприлике су биле узрок прекида даљег лета.

### Сачувани примерци
Сачуван је један примерак овог авиона и налазе се као музејски примерак у музеју:
- Owls Head Transportation Museum, Rockland, Maine, USA[4][5].

## Земље које су користиле авион
| - Аргентина - Холандија - Шпанија | - Совјетски Савез - Сједињене Државе |